# Ceolwulf (Wessex)

England zur Zeit Ceolwulfs

Ceolwulf (auch Ceolulf, Ceolf; † um 611) war von 594/597 bis um 611 König der Gewissæ, einer Volksgruppe die im 7. Jahrhundert als „Westsachsen“ das angelsächsische Königreich Wessex bildete.

## Leben

### Familie
Er stammte aus dem Haus Wessex und gilt als Sohn des Cutha und Enkel des Cynric. Cuthgils war ein Sohn Ceolwulfs. Dass Ceolwulf auch einen Sohn namens Cynegils hatte, wird für eine Verwechslung Ceolwulfs, dessen „Rufname“ ebenfalls „Ceol/Ceola“ gelautet haben mag, mit seinem Bruder Ceol durch mittelalterliche Schreiber gehalten.

### Herrschaft
Um 594/597 trat Ceolwulf als König die Nachfolge seines vermutlich gestorbenen Bruders Ceol an.
Die Angelsächsische Chronik schreibt ihm eine Regierungszeit von 17 Jahren zu, während er nach den westsächsischen Königslisten 14 Jahre regiert haben soll.
Ceolwulf wird als erfolgreicher und kriegerischer Herrscher dargestellt, der in ständige Kämpfe gegen Angelsachsen, Briten, Pikten und Skoten verwickelt war. Die Kämpfe gegen die weit nördlich lebenden Pikten und Skoten scheinen auf der Verwechslung mit einem northumbrischen König zu beruhen. Die Expansion der Gewissæ nach Süden und Westen während seiner Herrschaft gilt hingegen als wahrscheinlich. Der für das Jahr 607 überlieferte Feldzug gegen das Königreich Sussex  stand vermutlich im Zusammenhang mit der von beiden Reichen angestrebten Vorherrschaft über die von Jüten besiedelte Isle of Wight und den Süden des heutigen Hampshire. Nachfolger Ceolwulfs wurde im Jahr 611 sein Neffe, Ceols Sohn Cynegils, der seinen Sohn Cwichelm an der Herrschaft beteiligte.